# Osiedle Wojska Polskiego (Nowy Sącz)
Osiedle Wojska Polskiego – osiedle Nowego Sącza, położone między ulicami Królowej Jadwigi, Nawojowską, Siemiradzkiego, Al.Piłsudskiego, I Brygady i rzeką Kamienica Nawojowska.
Na terenie tego osiedla znajduje się m.in. Szkoła Podstawowa nr 21 im. Jana Pawła II.
Kiedyś było to rolnicze przedmieście Dębina z browarem miejskim (stąd ulica Browarna). Po 1902 roku pod nazwą Biały Klasztor od powstałego tutaj klasztoru sióstr Niepokalanek. Osiedle bloków mieszkaniowych powstało w latach 1984-1992.